# 大金刚 (角色)
大金刚（官方译为，旧译，香港旧译）是任天堂的一位游戏人物，首次出现于1981年的《大金刚》街机游戏。他是一只八百磅的身强力壮的大猩猩。从1994年重制的《大金刚》手掌机版开始，大金刚身着标志自己的名字缩写“DK”的红色领带。

## 名称
大金刚的原名是。日语名字和汉语的“大金刚”都是音译。“刚”（Kong）来自于1933年好莱坞影片《金刚》中的大猩猩的名称。“大金”是英文的音译，原字义是“驴”或“蠢驴”。在2001年E3电子娱乐展的访问时，大金刚的创造者宫本茂说他取名时把“donkey”（蠢驴）和“stupid”（愚蠢）混淆了，他以为美国玩家会立刻把“大金刚”理解为“愚蠢的猿猴”。 宮本茂希望大金剛的英文名稱是「笨猩猩」（Stupid Gorrilla）的意思。查字典時發現「驢子（donkey）」有愚笨的意思，而日本將猩猩稱為「Kong」，因此取名為「Donkey Kong」。至于神游的译名“森喜刚”，据开发成员所言：“采用意译和音译相结合的方式，这是一头生活在热带丛林的大猩猩，无忧无虑、力大无穷，它的个性憨憨的笨笨的，‘森喜’两个字完全体现出它的性格特点，而‘刚’则主要是音译的选择，也包含了力量的韵意。”，而且由於“大金刚”中文譯名存在版權問題，因此使用“森喜刚”作為官方中文譯名。2022年12月，香港任天堂宣布角色中文名称改用贴近发音的「咚奇剛」。2023年2月，腾讯任天堂合作部也宣布未来将把大陆行货版游戏的角色中文译名从“森喜刚”更改为“咚奇剛”。

## 历史

### 早期游戏（1981年至1994年）

1981年《大金刚》美版宣告传单，显示马里奥、大金刚和波琳。

大金刚在1981年的挂名街机游戏《大金刚》首次露面。游戏的主角是马力欧当时称为“Jumpman”（跳人），女主角波琳當時也是稱為「Lady」（雷蒂），马里奥当时的女友。玩家控制马里奥，必须营救大金刚身边的波琳。大金刚向玩家的马里奥丢一些滚筒企图击中玩家。大金刚在1982年的续篇《大金刚Jr.》（俗称《大金刚2》或《小金刚》），此时大金刚被做敌角的马里奥监禁，儿子大金刚二世（大金刚Jr.）必须急救他。1983年的第三作《大金刚3》，大金刚又成为玩家的敌人，主角是“斯坦利”（Stanley the Bugman），而马里奥没有出现，因为这时他已经有自己的游戏《马里奥兄弟》。三代中大金刚侵入斯坦利的温室企图用惹恼的蜜蜂来毁坏他的温室，玩家控制斯坦利必须阻止大金刚。還有Game & Watch掌上遊戲機、紅白機移植版的《大金刚》系列。
《大金刚3》之后1985年，因为《超级马力欧兄弟》影響马里奥成为了任天堂的主要吉祥人物，大金刚被丢弃到配角，如街机的《拳无虚发》（《大金刚3》時期）、红白机版的《俄罗斯方块》、大金刚二世登場的《超级马里奥赛车》和Virtual Boy版的《马里奥网球》。1994年Game Boy版的《大金刚》（又稱《大金刚GB》）标志了的他的主角复生。当时他的相貌被重新设计，此后身着一条时髦的领带。在《大金剛GB》中跟自己的兒子大金刚二世一起綁架波琳（與原系列的金色髮型不同，為避免與同樣是金色髮型的桃花公主混淆，《大金剛GB》被重新設計成棕色髮型並維持至今），最後被瑪利歐打倒和救了波琳，瑪利歐跟大金刚父子和解了。

### Rareware时代（1994年至2002年）
1994年，英国开发商Rareware开发的超级任天堂游戏《超级大金刚》（又譯作《大金刚國度》）以大金刚三世（咚奇剛）来标志大金刚在任天堂游戏的转折点。此游戏创造了新的游戏布景和剧情，而且把他定为故事主角。这一系列的游戏是由宫本茂设计，然后由Rareware开发三维图象。大金刚三世做为了这一次的化身，不仅带着红领带，而且还有翹起的发型，他其實是初代大金剛「庫朗奇剛」（Cranky Kong）的孫子（原系列的大金刚開始隱居並改名為「庫朗奇剛」，將自己的名字給了孫子，取代初代大金刚以後登場作品的主角）。此游戏的早期剧本把主角作为原「大金刚二世」，但此注意后来被放弃了。《超级大金刚》中 ，大金刚三世的个人密藏香蕉被暴虐的「King K. Rool」（庫魯魯王）偷了。他与他新的好友「狄狄刚」（Diddy Kong）合作取回那些香蕉。
《超级大金刚2 迪科斯与迪迪》继续了此一代的剧情，这次大金刚被「Kaptain K. Rool」（庫魯魯船長）抓走了，狄狄刚和新的女主角「蒂克斯刚」（Dixie Kong）试法救他。《超级大金刚3》剧情类似，这次三世和狄狄刚一起被「Baron K. Roolenstein」（庫魯魯科學家）抓走了，蒂克斯刚和「汀奇剛」（Kiddy Kong）成为了游戏主角一起去救他們。《超级大金刚》系列鼓起了手掌机的《大金刚樂園》系列，《大金刚樂園》系列也就是手掌机版的《超级大金刚》系列。還有GBC、GBA移植版的《超級大金刚》系列等。
任天堂64的《大金刚64》是Rareware开发的最后一套大金刚为主角的冒险游戏。从《马里奥赛车64》之后，三世代替了他在《超级马里奥赛车》里的父亲大金刚二世。此后大金刚三世也成为其他任天堂游戏中的玩家可选人物，如马里奥体育系列、《瑪利歐派對》系列和《任天堂明星大亂鬥》系列。

### Rareware之后（2002年至2010年）
自从任天堂買回《超級大金剛》系列著作權，而Rareware离开大金刚系列開發之后，三世与他的祖父早期对手马里奥再次在2004年的Game Boy Advance游戏《瑪利歐vs.咚奇剛》（《大金剛GB》的精神續作）出场。这次大金刚又是玩家敌人，他抢夺了马里奥玩具公司，为了没有自己为偶像的玩具而发怒，最後瑪利歐送三世一個迷你瑪利歐就和解了。2006年在任天堂DS上發行的续篇《瑪利歐vs.咚奇剛 迷你大行進》、2009年在任天堂DSiWare推出了《瑪利歐vs.咚奇剛 迷你再行進》、2010年在任天堂DS推出了《瑪利歐vs.咚奇剛 突擊！迷你樂園》等多次绑架波琳，後來被瑪利歐或迷你瑪利歐群多次阻止或救了波琳，最後瑪利歐多次跟三世和解了。

### Retro工作室時期（2010年至2025年）
2010年任天堂Wii和2019年在Shield Portable上推出了由Retro工作室開發的《大金刚归来》讓三世再度以主角身分重新登場，跟狄狄剛去找回被偷走的香蕉或對抗從火山誕生的樂器模樣的魔物「提基族(ティキ族)」，解救被「提基族」催眠的動物們。也有在任天堂3DS推出了《大金刚归来3D》。2013年在任天堂3DS推出了下載軟體《瑪利歐&大金刚 迷你嘉年華》登場並沒有綁架波琳，只是跟瑪利歐或波琳一起舉辦迷你嘉年華的活動。2014年在Wii U和2018年在任天堂Switch上推出了《大金刚︰熱帶急凍》，再度由Retro工作室開發，這次不只有大金刚三世、狄狄剛登場，新增加蒂克斯剛、庫朗奇剛（初代大金刚）一起來登場參與對抗敵人，而新敵人是來自北海的維京人集團「瘋狂雪(ザ・スノーマッズ)」，大金刚家族一起對抗「瘋狂雪」拯救而被變成冰雪之島的故鄉「大金剛島」。2015年在Wii U或3DS同時推出《瑪利歐vs.大金刚 大家的迷你樂園》中三世再度綁架波琳，結果是給瑪利歐的驚喜派對了。
任天堂又和南梦宫合作制作了三个GameCube音乐游戏名为《大金刚鼓》系列，这系列是基于南梦宫自己的《太鼓之达人》。

### 回歸任天堂開發（2025年至今）
在2021年，Nintendo Life報導說，任天堂企劃製作本部正在開發下一款大金剛遊戲，這是自《大金刚 丛林节拍》（2004年）以來首次內部開發的遊戲。據報導，開發於2017年或2018年開始。
2025年將在任天堂Switch 2推出《咚奇剛 蕉力全開》，這是自Rareware的《超級大金剛》（1994年）以來首款使用重新設計的大金剛遊戲，類似於《超級瑪利歐兄弟電影版》（2023年）中咚奇剛（大金刚三世）的形象。

## 评价
大金刚三世被认为是任天堂最具有标志性的吉祥物之一。

## 備註
1. ↑  原系列登場的版本為庫朗奇剛（初代大金刚）。
2. ↑  大金刚三世做為現在的版本
3. ↑  但仍然維持遊戲移植至GBA（《超級大金剛》、《超級大金剛2》和《超級大金剛3》）和於NDS平台開發《迪迪剛賽車DS》（N64平台推出的《迪迪剛賽車》重製版）後於2007年才正式離開。

### 官方
- 任天堂《大金刚—丛林节拍》网站 （页面存档备份，存于）
- 任天堂《超级大大金剛》网站
- 任天堂《大金刚鼓》网站 （页面存档备份，存于）